# Since I Held You
Since I Held You (с англ. — «С Тех Пор, как Я Обнял Тебя») — песня американской рок-группы The Cars, второй трек с альбома Candy-O.

## О песне
Песня была написана вокалистом, ритм-гитаристом и автором песен Риком Окасеком. В песне есть вокал как Окасека, так и басиста и вокалиста Бенджамина Орра. Это одна из пяти песен на альбоме, в которой есть вокал Орра. Продюсером выступил Рой Томас Бейкер.
Том Карсон из Rolling Stone сказал:"Since I Held You", "You Can’t Hold On Too Long" и особенно "Got a Lot on My Head" — эффективные треки. (На всей записи только "Shoo Be Doo" впадает в искусную выдумку и не нажимает ни на один уровень.) Но даже самые лучшие песни слишком равномерно отлиты в одной и той же форме. Поскольку почти все они построены вокруг схожего контрапункта гитары и клавишных, они имеют тенденцию сливаться друг с другом. Критик AllMusic, Тим Сендра, сказал:"Они также написали несколько бесшабашных поп-брилиантов; "Since I Held You" и "It’s All I Can Do" — это один-два удара меланхоличных хуков, болезненно честного вокала и блестящего продюсирования, которые любая группа той эпохи с радостью назвала бы своими".

## Каверы
- Кавер-версия была сделана Tara Elliott And The Red Velvets для трибьют-альбома Just What We Needed: A Tribute To The Cars.

## Участники записи
- Рик Окасек — ритм-гитара, вокал, бэк-вокал
- Эллиот Истон — соло-гитара, бэк-вокал
- Грег Хоукс — клавишные, перкуссия, бэк-вокал
- Бенджамин Орр — бас-гитара, вокал, бэк-вокал
- Дэвид Робинсон — ударные, перкуссия